# Caldearenas
Caldearenas (aragonesisch Candarenas) ist der Hauptort und Verwaltungssitz der gleichnamigen Gemeinde (Municipio) in der Provinz Huesca der Autonomen Gemeinschaft Aragonien. Caldearenas gehört zur Comarca Alto Gállego. Die Gemeinde hatte 2024 237 Einwohner. Der Ort Caldearenas liegt auf 650 Meter Höhe.

## Gemeindegliederung
- Caldearenas
- Anzánigo
- Aquilué
- Artaso
- Escusaguás
- Estallo
- Javierrelatre
- Latre
- San Vicente
- Serué
- Sieso de Jaca

## Bevölkerungsentwicklung
Quelle: INE-Archiv - grafische Aufarbeitung für Wikipedia

## Historische Entwicklung des Gemeinderates
| Sitzverteilung im Gemeinderat |      |      |      |      |      |
| Partei                        | 1999 | 2003 | 2007 | 2011 | 2015 |
| PSOE                          | 5    | 4    | 4    | 3    | -    |
| Partido Popular - Aragon      | 2    | 1    | -    | 1    | -    |
| PAR                           | -    | -    | -    | 1    | -    |
| CHA                           | -    | -    | 1    | -    | -    |
| Total                         | 7    | 5    | 5    | 5    | 5    |

Quelle: Spanisches Innenministerium

## Wirtschaft
Der Ort lebt traditionell von der Landwirtschaft.

## Sehenswürdigkeiten
- La Harinera de Dolores (ehemalige Getreidemühle), heute Centro de Interpretación